# 不破富太郎
不破 富太郎（ふわ とみたろう、1823年4月24日（文政6年3月14日） - 1864年11月17日（元治元年10月18日））は、幕末の加賀藩士で、尊皇思想を貫いた勤王志士。別名は友風。

## 経歴
平田派国学を学び、天皇への忠誠を信条とした。文久3年（1863年）の八月十八日の政変後も京に潜伏し、同志と共に密議を重ねた。元治元年（1864年）、禁門の変を前に天皇への直訴を計画したが、幕府に捕らえられ幽閉。帰藩後、藩内の保守派により切腹を命じられ、42歳で非業の最期を遂げた。明治時代に入ってから名誉が回復され、正五位が追贈された。